# Ny Bjernt
Ny Bjernt (dansk) eller Neuberend (tysk) er en kommune beliggende omtrent 5 km nord for Slesvig by halvvejs mellem Arnholt Sø og Langsøen i det sydvestlige Angel (Sydslesvig). Kommunen består af de to sammenvoksede landsbyer Ny Bjernt og Bjernthede (Berender Heide). Administrativt hører den under Slesvig-Flensborg kreds i den nordtyske delstat Slesvig-Holsten. Kommunen samarbejder på administrativt plan med andre kommuner i omegnen i Sydangel kommunefællesskab (Amt Südangeln). I kirkelig henseende hører Ny Bjernt under Nybøl Sogn. Sognet lå i Strukstrup Herred (Gottorp Amt), da området tilhørte Danmark. 
Ny Bjernt opstod som led i den jyske hedekolonisation omkring 1763, grundlagt af de såkaldte kartoffeltyskere. Byen fik sit navn fra den vest for liggende landsby Bjernt i Nybøl Sogn. I området findes sandstrækninger og større moser og heder, som efterhånden blev opdyrkes. Med under kommunen hører Kattenhund, Svanholm (Schwanholm) og Rokro (Rhuhekrug). Tæt ved landsbyen ved Christiansgabe udspringer den lille å Kongsdam, som efter få km munder ud i Langsøen, hvorerfter den fortsætter som Vedelbæk. Nord og nordvest for byen ligger den 196 ha store Isted Skov.